# De espaldas al mundo
De espaldas al mundo es el noveno disco de banda madrileña de punk rock Boikot. Fue lanzado en el año 2002.

## Lista de canciones
1. De espaldas al mundo
2. No pierdo el tiempo
3. La vieja escuela
4. Ni un golpe más
5. Nueva degeneración
6. No dejes nada
7. Yo te lo lailo
8. Dame Maria
9. Saluz y rebeldía
10. Inés
11. Acción
12. Una vez más
13. Represión
14. Cierra los ojos

- Datos: Q8354227